# Équipe d'Allemagne de l'Est masculine de basket-ball
Cet article traite de l'équipe masculine. Pour l'équipe féminine, voir Équipe d'Allemagne de l'Est féminine de basket-ball.
Maillots
Actualités
L'équipe d'Allemagne de l'Est de basket-ball représentait la Fédération d'Allemagne de l'Est de basket-ball lors des compétitions internationales, notamment aux Jeux olympiques d'été, aux championnats du monde et aux championnats d'Europe.

## Histoire

### L’importance de la politique dans l’histoire du sport en RDA
Pour comprendre l’histoire de l’équipe d'Allemagne de l'Est de basket-ball, il est important de retracer l’Histoire politique du pays. De 1939 à 1945, l’Europe est en pleine Seconde Guerre mondiale. Après la bataille de Stalingrad, en fédération de Russie actuelle, il y a un déclin progressif de « l’empire nazi ». En même temps que les États-Unis, le Royaume-Uni et la France Libre libèrent l’Europe de l’Ouest, l’URSS avance plus rapidement vers Berlin, qui tombe en 1945, occupée par les troupes soviétiques. La Conférence de Potsdam, en octobre 1945, répartit l’Allemagne vaincue en quatre zones, et pour la partie qui concerne cet article, l’URSS occupe 6 Lander (Saxe, Saxe-Anhalt, Brandebourg, Mecklembourg-Poméranie-Occidentale, Thuringe et Berlin-Est) qui se rassemblent pour former la RDA (ou Deutsche Demokratische Republik ou République démocratique allemande), née officiellement le 7 octobre 1949. Suivant la politique de l’URSS et du fait des troupes soviétiques présentes dans le pays, le régime est communiste. Il y a une rivalité avec la RFA, d’idéologie capitaliste. Ici, il n’est pas nécessaire de parler des présidents, ni même de ses institutions. Avec la Perestroïka lancée par Mikhaïl Gorbatchev en 1986-1989, une vague de libertés est lancée dans les pays communistes, même en RDA. La Perestroïka ainsi que la Chute de Mur de Berlin, le 9 novembre 1989 (construit en 1961) enclenchent une volonté de réunification des deux Allemagnes. La RDA prend fin officiellement le 3 octobre 1990, après une existence de 41 années, rattachée à la RFA.

## Parcours aux Jeux olympiques
- 1936 : Non engagée
- 1948 : Non engagée
- 1952 : Non qualifiée
- 1956 : Non qualifiée
- 1960 : Non qualifiée
- 1964 : Non qualifiée
- 1968 : Non qualifiée
- 1972 : Non qualifiée

## Parcours aux Championnats du Monde
- 1950 : Non qualifiée
- 1954 : Non qualifiée
- 1959 : Non qualifiée
- 1963 : Non qualifiée
- 1967 : Non qualifiée
- 1970 : Non qualifiée

## Parcours en Championnat d'Europe
Voici le parcours  en Championnat d'Europe :
Non engagée entre 1935 et 1949
- 1951 : Non qualifiée
- 1953 : Non qualifiée
- 1955 : Non qualifiée
- 1957 : Non qualifiée
- 1959 : 14e
- 1961 : 12e
- 1963 : 6e
- 1965 : 10e
- 1967 : 14e
- 1969 : Non qualifiée
- 1971 : Non qualifiée
- 1973 : Non qualifiée